# Cantonul Beaurepaire
Cantonul Beaurepaire este un canton din arondismentul Vienne, departamentul Isère, regiunea Rhône-Alpes, Franța.

## Comune
- Beaurepaire (reședință)
- Bellegarde-Poussieu
- Châlons
- Cour-et-Buis
- Jarcieu
- Moissieu-sur-Dolon
- Monsteroux-Milieu
- Montseveroux
- Pact
- Pisieu
- Pommier-de-Beaurepaire
- Primarette
- Revel-Tourdan
- Saint-Barthélemy
- Saint-Julien-de-l'Herms